# Villa Duodo
Villa Duodo è una villa veneta, il cui progetto di ristrutturazione è attribuito al vicentino Vincenzo Scamozzi (1548-1616), anche se alcune parti, in particolare il successivo ampliamento settecentesco, sono opera del veneziano Andrea Tirali (1657-1737). A destra, l'ala più antica risale al 1593 mentre la parte frontale, aggiunta nel 1740, è la più recente.
La villa si trova a Monselice ed è posta a metà costa del Colle della Rocca, la collina che sovrasta la cittadina. Fu commissionata dalla nobile famiglia veneziana Duodo, in particolare dai fratelli Francesco e Domenico Duodo e dal figlio del primo, Pietro. L'edificio rinascimentale sorge sulle fondazioni dell'antica chiesa-oratorio di San Giorgio. Attualmente è visitabile solo esternamente ed è preceduta dal percorso delle Sette Chiese.

## Storia

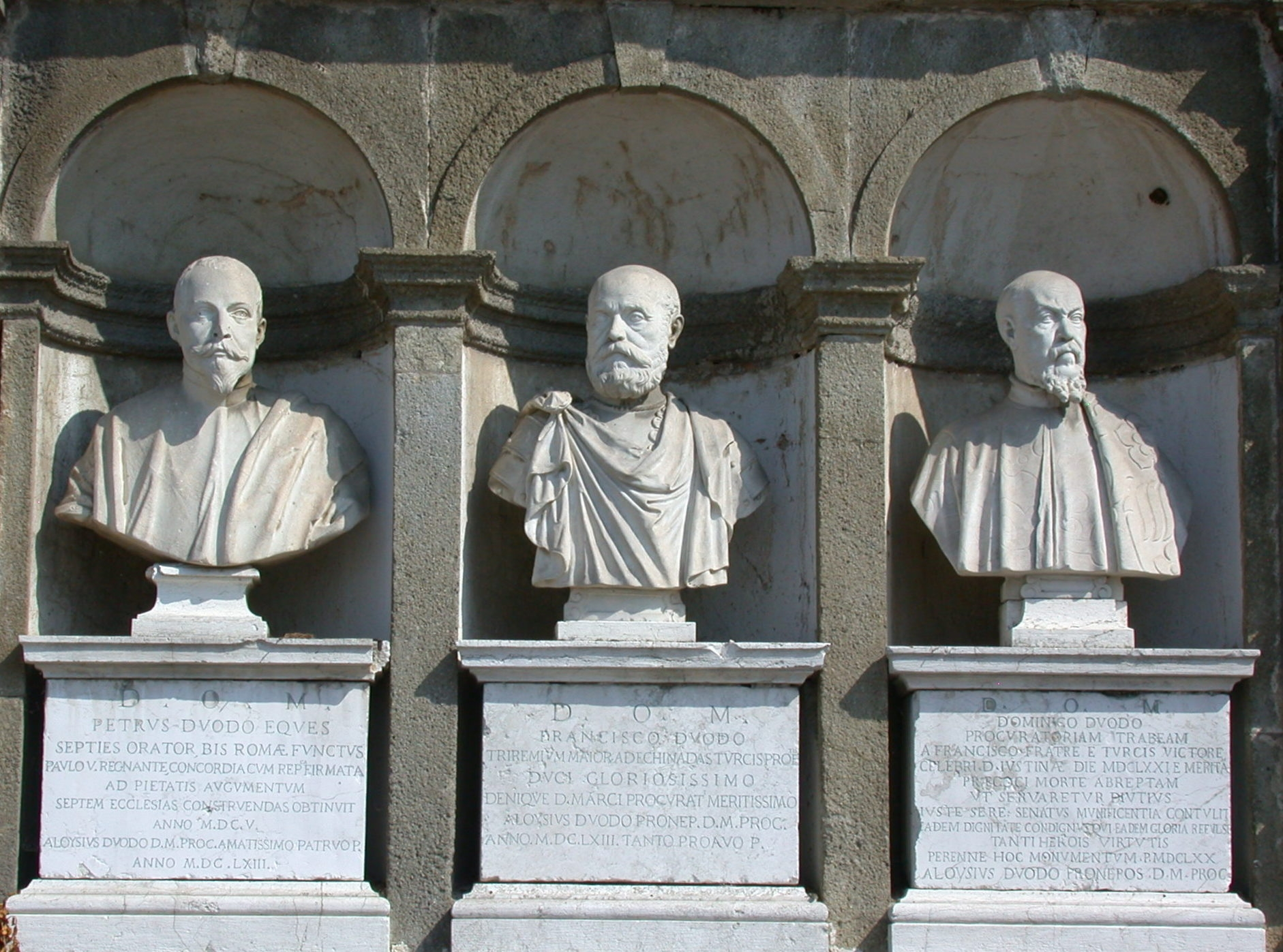
Da sinistra busti in pietra di Pietro, Francesco e Domenico Duodo

### Committenza
Il complesso di Villa Duodo viene attribuito alla figura dell’architetto rinascimentale Vincenzo Scamozzi. Nello specifico, ad avanzare tale ipotesi fu per primo l’architetto, ingegnere e scrittore italiano Tommaso Temanza il quale, nella sua opera più conosciuta “Vite dei più celebri architetti e scultori veneziani”, attribuisce a Scamozzi la realizzazione della chiesa e della villa, esprimendo però dubbi sull’autografia delle sei cappelle lungo le quali si sviluppa un percorso liturgico. 
A dimostrare l’effettivo coinvolgimento di Scamozzi furono in realtà Lionello Puppi e Loredana Olivato che nel 1974 pubblicarono un dossier di tre disegni autografi conservati al Museo Correr di Venezia, rappresentanti rispettivamente il corpo della villa, le cappelle e un inginocchiatoio. Individuare la data precisa di inizio dei lavori rappresenta invece un’ulteriore difficoltà nell’inquadrate le principali caratteristiche del complesso; sussistono infatti una serie di ipotesi differenti. Un breve di papa Clemente VIII, risalente al 12 novembre 1592, concede la demolizione della vecchia chiesa di San Giorgio per costruirne una nuova. Sulla base di questa testimonianza, Scolari assegna l’inizio dei lavori della villa e della chiesa all’anno 1593, mentre per le sei cappelle all’anno 1605. Puppi ed Olivato indicarono per primi l’acquisto di alcuni terreni sul colle di Monselice, nello specifico il luogo conosciuto come “la Rocchetta di San Giorgio” da parte dei fratelli Francesco e Domenico Duodo e ai quali vennero annessi poi nel 1591 ulteriori terreni circostanti. Puppi e Olivato, dunque, fissarono la data di inizio dell’edificazione del complesso di Villa Duodo all’anno 1592. D’altra parte, Nadia Munari, in uno studio successivo, dichiara che l’acquisizione della casa da parte dei fratelli Duodo avviene nel 1582, mentre l’inizio dei lavori alla villa viene fissato al 1589 e successivamente viene fissato l’inizio dell’intervento sulla chiesa preesistente di San Giorgio.
Ciò di cui però si è certi è la data di conclusione del complesso; infatti, nel 1597 i lavori sarebbero sicuramente terminati e il complesso sarebbe stato agibile poiché al tempo veniva collocata la pala sull’altare. Considerate quindi le differenti ipotesi sull’inizio dei lavori al complesso di Villa Duodo, sussistono anche differenti ipotesi circa le personalità protagoniste della committenza. In un primo momento furono i fratelli Francesco e Domenico Duodo che commissionarono l’edificazione della villa all’architetto Vincenzo Scamozzi. In particolare, furono proprio i due fratelli, come osservato da Nadia Munari, a dichiarare l’acquisizione dei terreni sul monte di Monselice e a commissionare l’edificazione della villa. Francesco Duodo fu un appassionato collezionista; infatti, assieme al fratello Domenico, raccolse uno degli “studi di anticaglie” più conosciuti di Venezia e lodato anche da Francesco Sansovino. 
Ma Francesco Duodo non fu solamente un collezionista; egli, infatti, dedicò la sua vita alla Repubblica di Venezia e alla sua carriera militare, prendendo parte alla vittoriosa Battaglia di Lepanto, che vide le flotte europee impegnate nel contrastare l’avanzata turca, come “capitano delle galee”. Domenico Duodo invece dedicò la sua vita alla Repubblica di Venezia prendendo parte alla vita politica e conseguendo la nomina di Procuratore de Ultra. Le differenti personalità dei due fratelli committenti si rispecchiano in particolare non solo negli incarichi svolti in vita, ma anche dalle sepolture differenti e differenti rappresentazioni in seguito alla loro morte. Francesco volle infatti dividere la sua sepoltura come uomo dal ricordo della sua attività militare e si fece dunque seppellire nella chiesa di Sant’Angelo. Tuttavia, il busto marmoreo che lo ritrae, conservato nella cappella Duodo della chiesa di Santa Maria del Giglio, idealizza la sua figura come quella di un eroe dedito alla carriera militare. Un decennio più tardi venne rappresentato anche il fratello Domenico nella severa veste tipica dei magistrati a sottolineare la sua dedizione nelle attività dello Stato. Tuttavia, è importante sottolineare che nel corso dell’edificazione del complesso di Villa Duodo intervenne un ulteriore committente: Pietro Duodo, figlio di Francesco Duodo. Si ricorda infatti che con il breve di papa Clemente VIII risalente al 12 novembre 1592 si diede l’autorizzazione a Pietro Duodo di ricostruire l’antica chiesa di San Giorgio come “capellam privatam prout solitum erat in palatiis et privatis aedibus” e che sarà poi riedificata con ben altri e più ambiziosi propositi.

### Architetto
Inoltre, Pietro Duodo ha svolto un ruolo indispensabile nell'indirizzare la formazione dell'architetto Vincenzo Scamozzi fornendogli stimoli fondamentali volti ad affiancare agli studi letterari anche discipline scientifiche. Lo Scamozzi sviluppò un interesse ossessivo per i risvolti che la cultura e la scienza avevano avuto nel passato e dunque anche ciò che esse comportavano nel presente. Una tappa ulteriore del suo percorso didattico furono infatti i viaggi, in particolare i due a Roma e quello in Campania a Napoli, importantissimi per l’approfondimento e la verifica concreta sui monumenti antichi. L'interesse per l'antico si manifestò anche presso il complesso di Villa Duodo, soprattutto nell'attenzione che l'architetto riservò alle preesistenze. Solo nei primi anni ottanta del cinquecento, in relazione anche all’improvvisa morte di Andrea Palladio, egli iniziò ad operare maggiormente nell’ambiente della Repubblica di Venezia dove ebbe la possibilità di avvicinarsi alle prestigiose personalità del suo tempo, tra cui anche la famiglia dei Duodo, il che gli permise di diventare uno dei protagonisti dell’architettura rinascimentale veneta.
Il ritrovamento, da parte di Lionello Puppi e Loredana Olivato, presso la Biblioteca del Museo Correr a Venezia, di una sequenza di schizzi progettuali riferiti alla residenza extraurbana presso il colle di Monselice, ha permesso di porre in relazione la mano di Scamozzi con la committenza dei Duodo. Indubbiamente, la ristrutturazione del complesso venne completata sulla base del primario obbiettivo di autocelebrazione familiare dei Duodo. Come, successivamente, l’interessamento di Pietro Duodo nel progetto, era volto esclusivamente ad assicurare il breve pontificio per la “Via Sacra” di Monselice.

### Percorso devozionale
A tal proposito, su indicazioni di Pietro, Scamozzi progettò le sei cappelle lungo un percorso ascensionale riservato, che non interferiva con il transito alla villa, si occupò infatti di separare via di accesso alla villa, carrabile, da quella del percorso devozionale, pedonale e rialzato con una scalinata. I piccoli edifici sono stati progettati guardando all’antico, sulla base di tipologie della Roma classica, con la volontà di tramutare il colle in una immortale evocazione del mito di Roma. La variazione della composizione e degli ordini architettonici adottati creò inoltre una successione alternata di forme, in grado di indurre nel pellegrino la curiosità di voler scoprire la tappa successiva del percorso e Monselice iniziò ad apparire come un modello rimpicciolito della Roma cristiana con le sue simboliche sette basiliche maggiori. Il 12 novembre 1605, con un breve di papa Paolo V, Pietro Duodo venne autorizzato a realizzare una chiesa con il nome di “San Giorgio Martire”, anche se la ricostruzione della chiesetta era già avvenuta in precedenza. Oltre alla ricostruzione infatti, venne concesso uno specifico vantaggio ai fedeli in visita, essi potevano godere degli stessi benefici spirituali dei pellegrini che si recavano in pellegrinaggio alle sette basiliche romane. Si trattava di un cambiamento stravolgente rispetto al progetto di pura orazione privata che era previsto inizialmente. Senza dubbio, i Duodo avevano deciso di trasmettere ai visitatori in pellegrinaggio un’immagine della loro fede, del valore dell’antico, dell’erudizione e dell’uso sapiente delle scienze moderne. Progetto ambizioso, quello di Monselice, che trovò la sua compiuta realizzazione con lo Scamozzi, spianando la strada al futuro studio approfondito del mondo classico.

## Descrizione
L’architetto decise di costruire il palazzo inglobandolo ai resti dell'antica omonima chiesetta dell’XI secolo, mantenendo l'arco che sovrasta l'altare. All'insegna di un'evidente sobrietà formale, come si vede già nella cornice della porta d’ingresso, Scamozzi doveva rispondere a contenuti e orientamenti ben definiti, in presenza di una committenza filopapale di altissimo profilo collegata ai più importanti ambienti controriformisti.

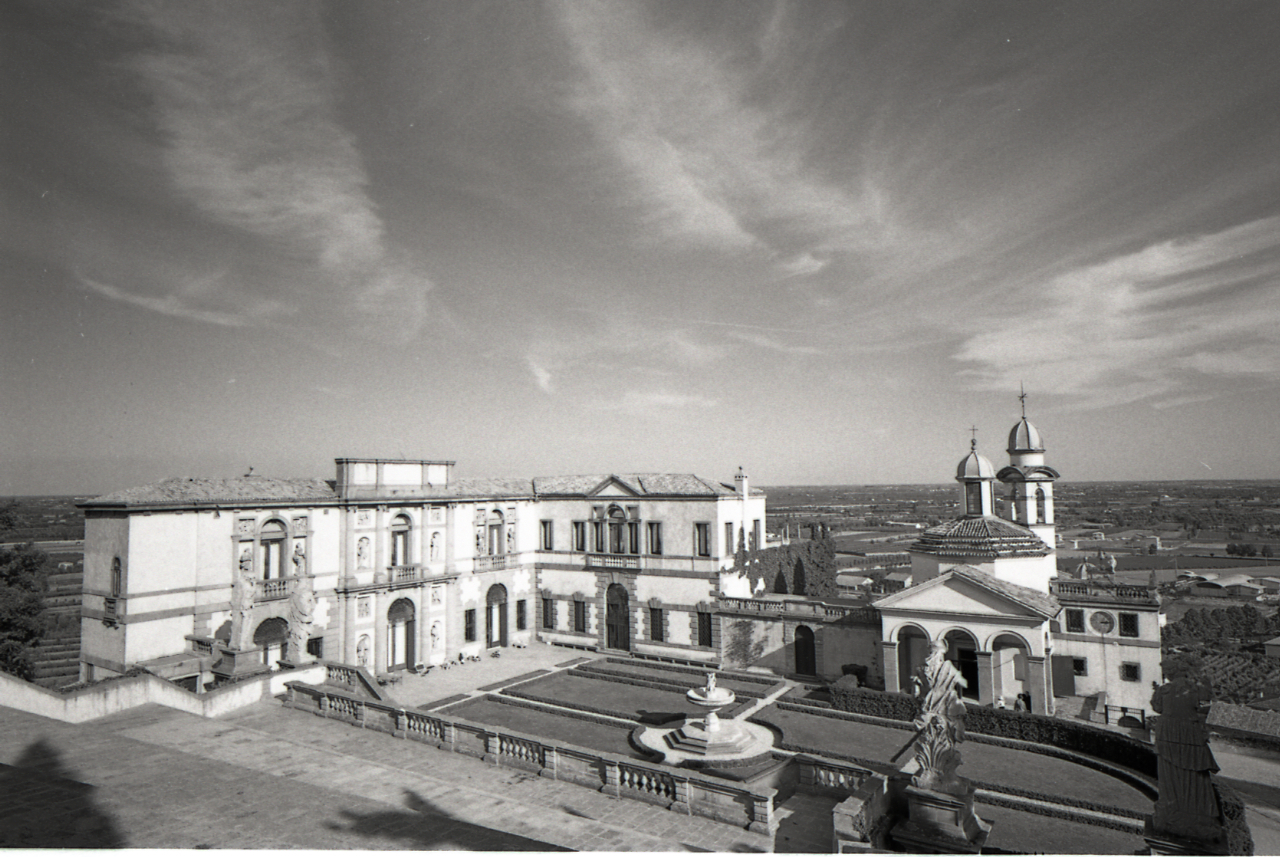
Il complesso di Villa Duodo in una foto di Paolo Monti del 1967

### Interni

#### Corpo principale
L'edificio principale poggia su un basamento con marcapiano e presenta una pianta rettangolare elevata su due piani con tetto a falde. Nella facciata, l'area mediana viene messa in evidenza dal timpano triangolare posto sopra la cornice della gronda e, tramite un loggiato a serliana che si affaccia su un parapetto a colonnine, si apre al piano nobile. Qui le finestre si distinguono rispetto a quelle del pianterreno, in quanto le prime sono architravate da semplice cornice liscia, mentre le seconde sono contornate da conci in bugnato (elemento tipico medievale) insieme al portale archi voltato. 
contrasto tra la grigia trachite e l’intonaco bianco delle pareti sottolinea un gioco tra pieni e vuoti.

#### Corpo secondario
Nel corso del XVIII secolo Nicolò Duodo affida l'ampliamento della villa all'architetto Andrea Tirali, il quale aggiunge un corpo posto ortogonalmente all'edificio cinquecentesco. La modifica consiste nell’addossare il lato lungo alla parte sinistra della facciata della villa, creando un'apertura sulla cappella che consenta alla famiglia Duodo di assistere alla messa separati dagli altri fedeli. In facciata questa ala secondaria è caratterizzata da dettagli prettamente barocchi che rimandano all'edificio scamozziano, con la ripetizione di serliana, portale e finestre in bugnato ai lati del complesso. Tuttavia, nella facciata di Tirali, la parte mediana viene scandita da quattro semicolonne in entrambi i piani. Queste inquadrano rispettivamente: nella zona centrale il portale e la finestra archi voltati, mentre nelle zone laterali sono presenti delle nicchie forate con statue. Un frontone rettangolare completa il decoro.

### Esterni

#### Antica rocchetta e paesaggio circostante

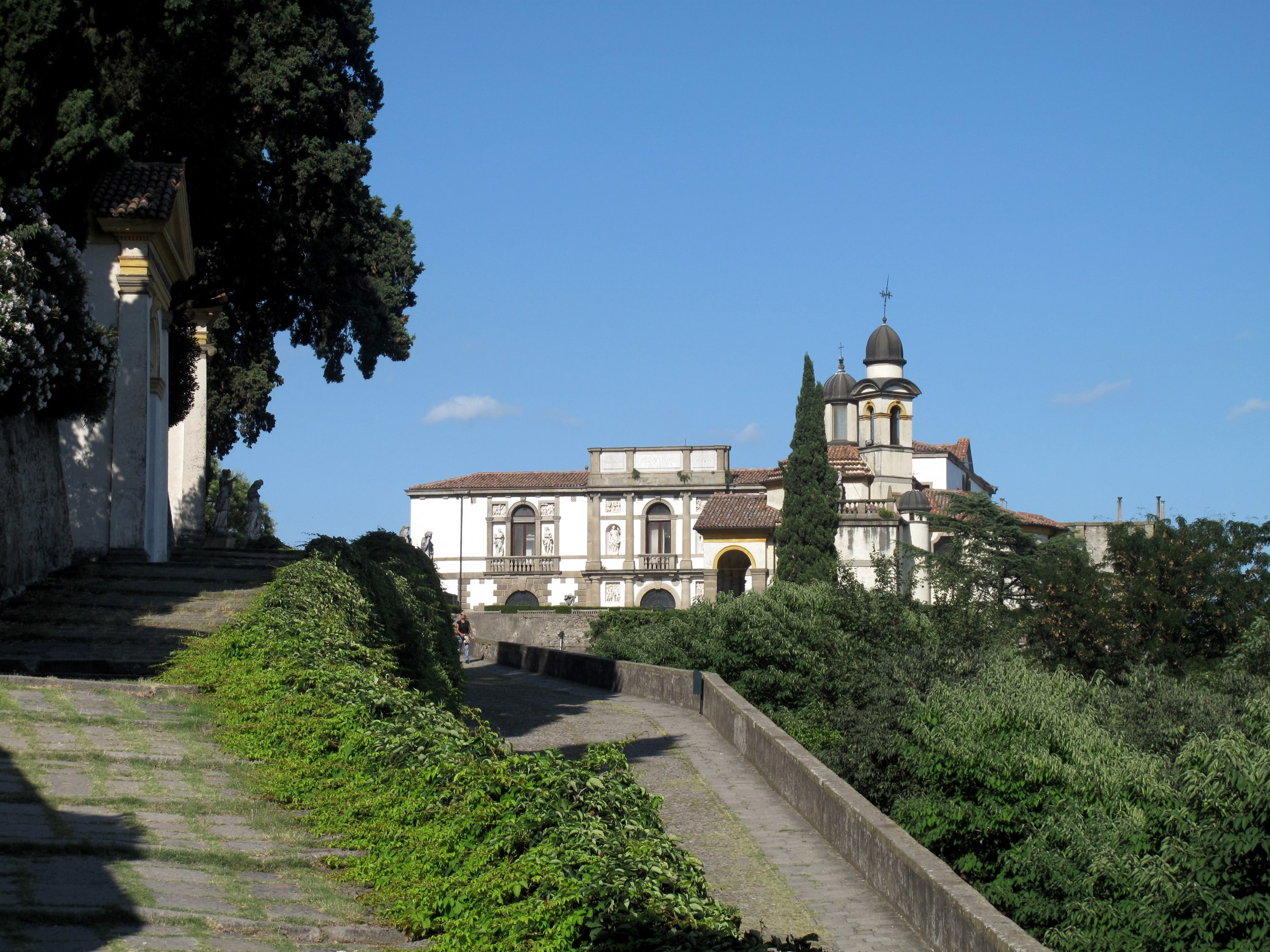
Percorso di accesso

Dall’ingresso principale dell’ala progettata da Scamozzi, si può accedere direttamente al corpo dell’antica torre, che diventa parte integrante dell’edificio e viene trasformata in un cortile pensile. Questa sorta di sala a cielo aperto che si viene a creare, dà la possibilità di avere tre vedute differenti del paesaggio circostante grazie a tre aperture ad arco presenti nelle pareti, a loro volta scandite da una sequenza di paraste.  Infine, nelle murature in pietra sono state scavate tre nicchie forate da alte aperture. L'architetto seleziona con precisione le viste dell'osservatore sul panorama, secondo tre assi visivi predeterminati. Inoltre, verso il declivio, il giardino con fontana antistante la villa è delimitato da una gradinata scenografica realizzata in pietra attorno al 1600, adornata con statue delle Quattro Stagioni e culminante con un’esedra.

#### Chiesetta di San Giorgio

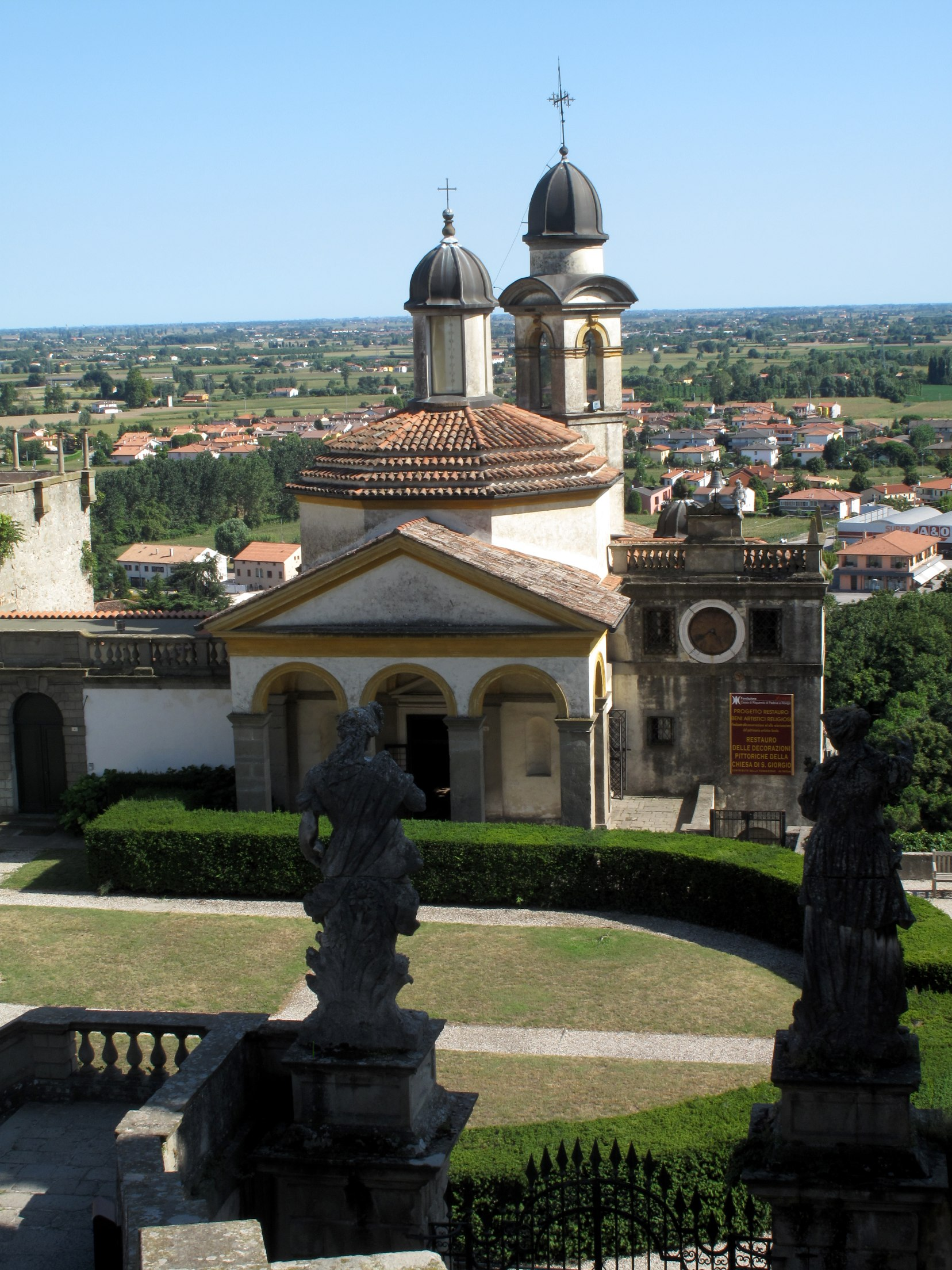
Chiesa-oratorio di San Giorgio

Il Santuario giubilare delle Sette Chiese è costituito da sei cappelle addossate alle pendici del Colle, che si susseguono lungo la via principale di accesso al luogo fino al piazzale antistante Villa Duodo (a circa 50 m di altitudine) dove si trova la Chiesa di San Giorgio, di stile barocco. Preceduta da un portico, quest’ultima è stata eseguita a forma ellittica. Alle pareti sono presenti lapidi con epigrafe di alcuni Barbi-Valier, e dieci custodie di sacre reliquie; è dotata di una cupola che presenta affreschi deteriorati (forse di Tommaso Sandrini) e sul pavimento si trova la tomba dei Duodo. L'arco dell'altare è in mosaico d'oro a tasselli minuti (deriva forse dall'antica cappella) e la mensa con il parapetto è in marmo vario colorato. 
Ai lati si trovano due vasi di fattura etrusca, dietro una cappella a mezzaluna e, addossati alle pareti, sette armadi in noce che custodiscono le venerate salme dei martiri. Villa Duodo è stata restaurata attorno al 1960 e oggi risulta la sede del Centro Internazionale di Idrologia dell'Università di Padova.

### Santuario delle Sette Chiese
Il santuario giubilare, progettato dallo Scamozzi su commissione dei conti Duodo nella prima metà del Seicento, è formato da 6 cappelle allineate lungo il colle, e da una settima chiesa, dedicata a San Giorgio, che chiude idealmente il percorso devozionale sulla spianata della villa.
Le cappelle divennero un popolare luogo di pellegrinaggio, quando papa Paolo V concesse l'indulgenza plenaria ai pellegrini che avessero visitato il santuario equivalente alle sette maggiori basiliche di Roma; ognuna delle sei cappelle porta il nome di una basilica romana (la sesta ed ultima porta il nome di San Paolo e San Pietro). Ogni cappella contiene un affresco di Jacopo Palma il Giovane.